# Maciço do Urucum
Maciço do Urucum, též Morro do Urucum, je s nadmořskou výškou 1065 metrů nejvyšší hora brazilského státu Mato Grosso do Sul. Leží na západě státu poblíž brazilsko-bolivijské hranice u města Corumbá. Výrazně se vypíná nad roviny Pantanalu. Horniny jsou prozkoumávány těžebními firmami pro možnou těžbu manganu.